# Helianthus pauciflorus
Helianthus pauciflorus — вид квіткових рослин з родини айстрових.

## Біоморфологічна характеристика
Це багаторічна кореневищна рослина 50–200 см. Стебла прямовисні, щетинисті. Листки переважно прикореневі; пластини від ланцетно-яйцюватих до довгасто-ланцетних чи від ромбічно-яйцюватих до ланцетно-лінійних, 5–27 × 2–6 см, краї від пилчастих до ± цілих. Голови 1–10. Обгортки півкулясті, 15–23 мм у діаметрі. Обгорткові приквітки 25–35, яйцеподібні, 6–10 × 3–5 мм, (краї війчасті), верхівки гострі. Променевих квіточок 10–20; пластинки 20–35 мм. Дискових квіточок 75+; віночки 6.5–7 мм, часточки зазвичай червонуваті, іноді жовті. Ципсели [вид сім'янок] 5–6 мм, голі. 2n = 102. Період цвітіння: кінець літа — осінь.

## Середовище проживання
Зростає в Канаді й США; населяє сухі й помірно вологі відкриті місця на висотах 50–2400 метрів; натуралізований чи культивується в Європі, у т. ч. натуралізований в Україні.

## Використання
Цей вид є третинним диким родичем культивованого соняшника Helianthus annuus, тому він має потенціал для використання як донора генів для покращення врожаю. Він уже використовувався для надання соняшнику цитоплазматичної чоловічої фертильності та стійкості до склеротинії. Культивується як декоративна рослина. Крім того, рід Helianthus приваблює велику кількість місцевих бджіл.